# Rivière à l'Anguille
Cet article concerne la rivière à l'Anguille (Eel River) du Nouveau-Brunswick. Pour la rivière à l'Anguille de Californie, voir Eel.
La rivière à l'Anguille est une rivière du Nouveau-Brunswick. De nos jours, elle est la plupart du temps appelée rivière Eel (de l'anglais Eel river), même s'il y avait moins d'un siècle, le nom francophone était plus utilisé, par exemple dans les registres paroissiaux.

## Description
La rivière comporte quatre branches qui confluent à quelques kilomètres de l'embouchure, près d'Eel River Crossing. Celles-ci sont la rivière à l'Anguille, la Branche Nord, la Branche Sud et la Branche du Milieu.
La rivière commence son cours dans les Appalaches, à environ 150 mètres d'altitude, près du hameau de Blair-Athol, à la confluence des ruisseaux Tardie et Lebel. Elle suit un trajet nord-est, passe par la lagune, le goulet et ensuite se jette dans la baie à l'Anguille, autrement dit la baie des Chaleurs. Le long de ses rives se trouvent les communautés suivantes, d'amont en aval: Blair Athol, Dundee, Shannonvale et Eel River Crossing.
La Branche Nord prend sa source au lac Doucet, à plus de 200 mètres d'altitude, coule en direction nord-est et se jette en rive gauche de la rivière à l'Anguille à Shannonvale.
La Branche du Milieu prend sa source au sud de Blair Athol, à près de 270 mètres d'altitude, coule en direction nord-est et se jette en rive gauche de la Branche Sud. Près de ses rives se trouve, d'amont en aval, Blair Athol, Balmoral et Selwood.
La Branche Sud prend sa source au sud de Blair Athol, à près de 260 mètres d'altitude, coule en direction nord-est, bifurque en direction nord-est entre Selwood et Mountain Brook et se jette en rive droite de la rivière à l'Anguille à Eel River Crossing. Le long de ses rives se trouve, d'amont en aval, Saint-Maure, et Balmoral.
Beaucoup d'oiseaux comme des aigles et des hérons font leur nid dans l'estuaire.